# پوزه‌کوتاه بزرگ
پوزه‌کوتاه بزرگ (نام علمی: Megalibgwilia) نام یک سرده از تیره مورچه‌خورک است.